# Felix Wankel
Pour les articles homonymes, voir Wankel.
Felix Heinrich Wankel (né le 13 août 1902 à Lahr/Schwarzwald, mort le 9 octobre 1988 à Lindau) est un inventeur allemand autodidacte, qui industrialise le moteur à piston rotatif.

## Biographie

### Années de jeunesse
Felix Wankel est le fils unique de l'inspecteur des Eaux et Forêts Rudolf Wankel (mort au front en 1914) et de sa femme Gerty Heidlauff. À la mort de son père, la famille vécut successivement à Heidelberg, Donaueschingen et Weinheim. Wankel fit ses études secondaires au lycée de Heidelberg jusqu'en 1921, sans toutefois passer le baccalauréat : il se mit en apprentissage et devint démarcheur commercial chez l'éditeur Carl Winter de Heidelberg, mais la crise économique entraîna son renvoi en 1926.
Wankel avait conservé des liens avec son professeur de philosophie au lycée de Heidelberg, Arnold Ruge (1881-1945), président antisémite de la Ligue de protection et de défense des Nationaux (DSTB). Wankel avait tracté pour la Ligue et y avait adhéré en 1921. Revenant dans les années 1980 sur son engagement juvénile dans la mouvance völkisch et antisémite, Wankel expliquera qu'il représentait pour lui un dérivatif, qui lui donnait l'impression d’œuvrer au bien de sa patrie.

### Un nazi de la première heure
Wankel s'était inscrit dès 1922 au parti nazi (NSDAP), mais sa section, celle de Heidelberg, fondée en mars de la même année, fut interdite presque immédiatement. Il confirma son adhésion en 1926. Au sein du parti, Wankel, dans la continuité de son engagement pour le mouvement Völkisch se consacrait principalement à l'animation des mouvements de jeunesse : il créa les groupes Heia Safari (cri de guerre de la Troupe de protection de l'Afrique orientale) et Großdeutsche Jugendwehr et fut guide de diverses organisations telles Schilljugend, groupuscule paramilitaire proche du parti nazi formé par un officier des corps francs, Gerhard Rossbach. Pour les exercices, Wankel mettait ses propres inventions à disposition de ses jeunes : fusils à viseur point rouge (Lichtgewehr), générateurs de signaux, mortiers, téléphones de campagne et lance-mines.
Mais par son recrutement même, le Mouvement de Jeunesse Allemand était imperméable à la passion pour la technique. Aussi l'Autrichien Léopold Plaichinger, chimiste des explosifs chez BMW et militant nazi, arrangea-t-il pour Wankel une entrevue avec Adolf Hitler à l'été 1928, pour évoquer les moyens d'améliorer les connaissances techniques de la jeunesse allemande. C'est encore par l'entremise de Plaichinger qu'en 1927 Wankel entra en contact avec Wilhelm Keppler, conseiller économique de Hitler. Heinrich Himmler visita lui aussi Wankel dans son atelier de Heidelberg, s'y fit présenter le  viseur point rouge et posa des questions sur la fabrication des réchauds à gaz, qu'il était possible de convertir à la fabrication de lance-flammes.
La mère de Wankel s'était elle-même affairée à la création d'une section du parti nazi à Lahr, et avait hébergé à plusieurs reprises des orateurs du Parti, comme le Gauleiter de Bade Robert Wagner. La seconde adhésion de Felix Wankel se fit d'ailleurs auprès de la section de Lahr en octobre 1926, et c'est lors d'une manifestation politique qu'il fit connaissance de sa future femme Emma, sœur du chef de la section de Lahr. Wagner nomma Wankel Gauleiter de la Hitlerjugend de Bade en 1931. À  ce poste, Wankel s'efforça d'inculquer une formation technico-militaire, passant outre aux recommandations de Wagner, qui souhaitait donner à la Hitlerjugend une orientation essentiellement idéologique. Dès la fin des années 1920, Wankel n'hésita pas à accuser Wagner de corruption et même fit courir le bruit que ce dernier était atteint de syphilis. Wagner démit Wankel de son commandement en 1931 et déposa une motion au parti en ce sens, qui fut adoptée en octobre 1932. Wankel, déjà proche de l'aile sociale du parti nazi représentée par un Gregor Strasser, fonda avec d'autres dissidents la Lahrer Notgemeinschaft et un journal, l’Alemannische Grenzlandnachrichten, dont la cible favorite était « Wagner le corrompu. » Il siégea à plusieurs reprises au siège du parti à Munich et ne faisait d'apparitions à  Lahr que pour y seconder Himmler.
Mais le putsch de 1933 conforta la position de Wagner, qui fit arrêter Wankel au mois de mars 1933. Ce dernier consacra alors ses loisirs forcés à réfléchir à son moteur rotatif, tandis que son entourage recherchait des appuis pour obtenir sa relaxe. On convainquit l'ingénieur en chef de Daimler-Benz, Hans Nibel, de défendre sa cause, mais c'est Wilhelm Keppler qui le fit libérer en septembre 1933 en déclarant par télégramme à Wagner que Wankel était un inventeur trop important pour le régime.
Wankel se servit plus tard de cet épisode pour prétendre qu'il avait été, lui aussi, victime des nazis, alors qu'il n'a jamais renié les fondements militaristes, antidémocratiques et racistes du nazisme. Que Wankel fût un nazi convaincu, cela ne faisait de doute pour personne même en 1933. Dans les années 1950, Keppler se souviendra de Wankel comme d'un « obsédé de la pureté » (Sauberkeitsfanatiker), que la corruption des Gauleiter agaçait au plus haut point. Malgré les relations tendues qu'il eut après sa libération avec les autorités du parti  et ses organisations satellites, Keppler lui procura une multitude de contrats grâce à la politique de réarmement. En 1937, Wankel demanda, mais en vain, à adhérer au parti nazi. Toutefois, toujours grâce à Keppler, il obtint le 1er août 1940 le grade d'Obersturmbannführer de la SS, qu'il perdit deux ans plus tard pour des raisons encore inexpliquées.

### Recherches sur le piston rotatif
Doué d'une excellente représentation de l'espace en trois dimensions (quoiqu'il fût myope), cet autodidacte, qui se targuait d'être nul en maths (« Les quatre opérations et moi, ça n'a jamais collé ») était passionné par la mécanique auto, et en particulier par les moteurs. En 1924, il bricola avec Paul Kind et d'autres amis un tricycle à pétrole, muni d'un moteur bi-cylindre en V (appelé plaisamment Teufelskäfer). Les secousses du moteur l'incitèrent à imaginer un moteur sans secousse, en substituant à la translation brutale des pistons, la rotation d'un obturateur central.
Wankel rechercha quelle forme il faudrait donner aux pièces d'un tel moteur. Il s'aperçut qu'une multitude d'inventeurs (à commencer par James Watt) avaient envisagé un moteur à piston rotatif, et qu'il y avait tout autant de formes de pistons propres à ouvrir ou fermer des ventelles (pour l'admission et l'échappement), tout en comprimant le mélange. Les principaux problèmes étaient d'une part, d'éviter le mélange des gaz dans le cylindre, et d'autre part de répartir le lubrifiant sur les surfaces en contact aux hautes températures, et aux grandes vitesses de rotation. À la fin des années 1920, Wankel s'était convaincu qu'une pression suffisante des gaz peut suffire à remplacer un joint : cette idée révolutionnaire fit de Wankel le spécialiste allemand de l'étanchéité (Deutschlands erster Abdichter).
Wankel multiplia ensuite les expériences avec les moteurs sans soupapes. Après la faillite de l'atelier Paki d'Heidelberg il repartit chez sa mère à Lahr en Forêt Noire pour poursuivre seul ses essais de motorisation. C'est là qu'il eut l'idée du moteur rotatif DKM 32, le premier moteur Wankel, qu'il fit breveter en 1933. Ce moteur manquait de puissance mais formait un bon compresseur : grâce à l'élimination des soupapes, il délivrait 5 bar de pression à 1 000 tr/min. Ces résultats encourageants lui permirent d'obtenir en 1934 un contrat de recherche avec BMW de Munich sur l'amélioration des moteurs à essence.

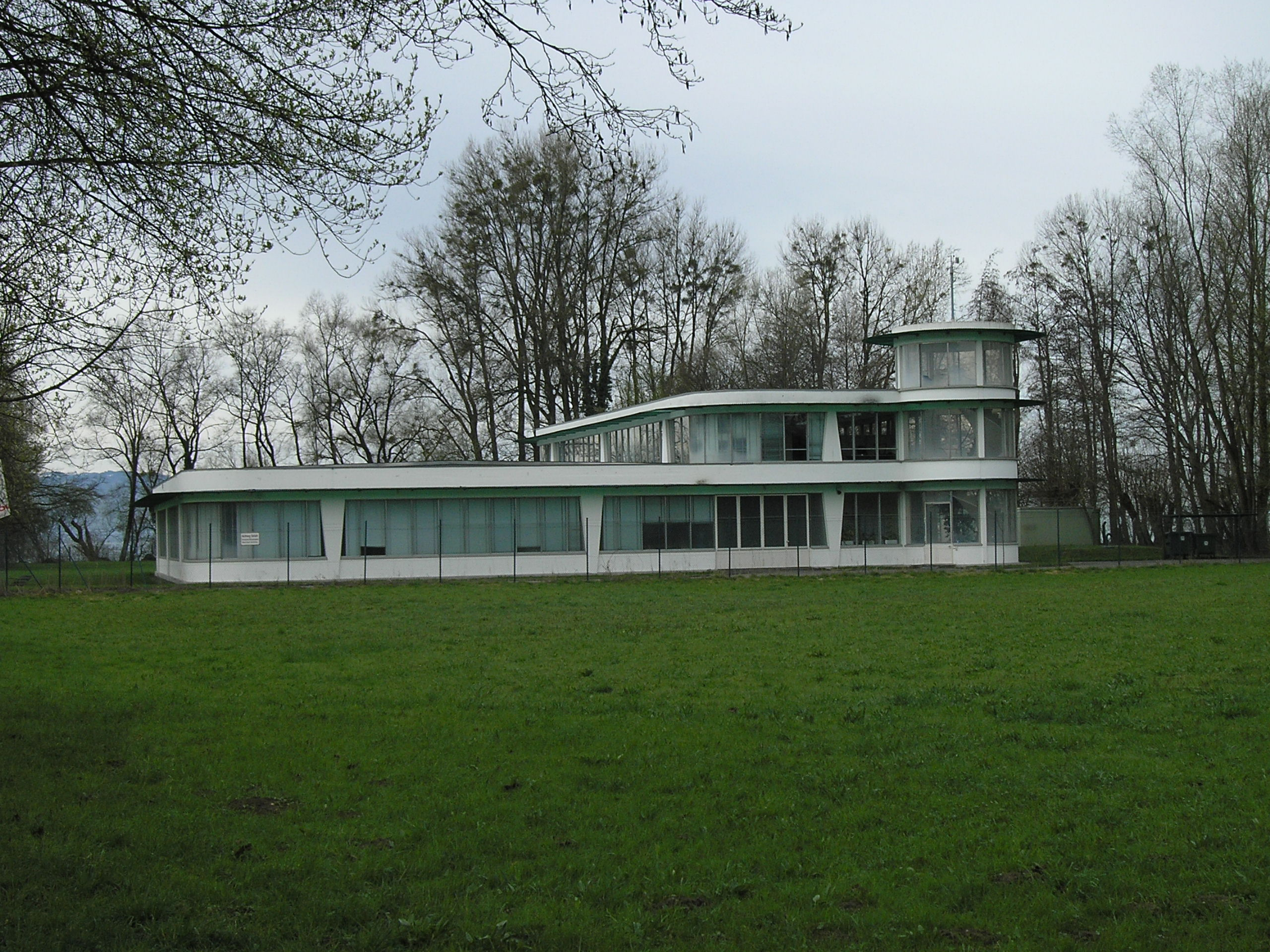
Bâtiment des anciens ateliers TES de Lindau.

À partir de 1936, Wankel collabora au programme de réarmement du Ministère de l'Aviation du Reich. Il put fonder son centre d'essais (Wankel-Versuchs-Werkstätten, WVW) à Lindau sur le Lac de Constance. Il y mena entre autres, pour le compte de Daimler-Benz, de  BMW et du Centre d'essais aéronautiques de Berlin (DVL), l’adaptation des moteurs sans soupapes pour moteurs d'avion ; mais ces moteurs étaient appelés à équiper d'autres engins de guerre. Le moteur pour torpilles Junkers JUMO KM 8 était un « Wankel. » Il y eut d'autres tentatives de décliner le moteur à piston rotatif, mais elles furent décevantes. Wankel construisit aussi une vedette-torpilleur innovante (le Zisch), qui éveilla l’intérêt de l'Amirauté allemande et de la Waffen-SS. Le Ministère de l'Aviation du Reich versa jusqu'en 1945 des millions de Marks à Wankel pour ses recherches.
À la fin du printemps 1945, il est arrêté par les autorités françaises et son laboratoire est démantelé. Tous ses documents sont saisis.
En 1951, Wankel noue les premiers contacts avec différentes entreprises et notamment le fabricant de motos NSU avec qui il signe, le 20 décembre 1951, un contrat d'association portant sur le moteur à piston rotatif. Cependant, ce n'est pas en tant que moteur que NSU exploite la machine de Felix Wankel : en effet, NSU l'installe sur certaines de ses motos en tant que compresseur afin d'augmenter le taux de compression, donc la puissance, de leur moteur thermique classique. Le « compresseur Wankel » est très prometteur puisque les motos NSU établiront un nouveau record de vitesse aux États-Unis, à 196,3 km/h.
Wankel construit le premier moteur rotatif chez NSU, un moteur composé de trois chambres de 125 cm3 chacune, soit 375 cm3, de 29 ch, dont les combustions se déroulent à 5 333 tr/min, le corps de la trochoïde  tournant à 16 000 tr/min, en 1957. En 1959, NSU annonce « la réussite du moteur à piston rotatif »(« The Rotary engine achieves success ») et la commercialisation prochaine d'une automobile motorisée par un moteur à piston rotatif. En 1958, la firme américaine Curtiss-Wright achète la licence Wankel pour les États-Unis. Elle sera revendue à Johnson-Evinrude, puis à American Motor Corp. En 1960, le brevet de fabrication est vendu à Mazda, Daimler-Benz, Citroën, Sachs, Perkins, MAN SE. Enfin en 1961, NSU équipe une voiture d'un moteur de 250 cm3 par chambre, soit 750 cm 3 pour 30 ch.
En raison de sa forte myopie, Felix Wankel n'a jamais possédé de permis de conduire.